# Prime armi (film 1939)
Prime armi (The Spirit of Culver) è un film del 1939 diretto da Joseph Santley.

## Produzione
Il film fu prodotto dall'Universal Pictures con Burt Kelly, produttore associato.

## Distribuzione
Distribuito dall'Universal Pictures, il film uscì nelle sale cinematografiche USA il 10 marzo, dopo una prima tenuta a New York l'8 marzo 1939.

### Date di uscita
- USA	8 marzo 1939	 (New York City, New York)
- USA	10 marzo 1939
- Danimarca	29 aprile 1940
- Portogallo	19 marzo 1941

Alias
- The Spirit of Culver	USA (titolo originale)
- Espírito Heróico	Portogallo
- Man's Heritage 	UK
- Prime armi	Italia
- Two Smart Boys	UK